# Elena Quiroga
Elena Quiroga de Abarca (Santander, 26 de octubre de 1921-La Coruña, 3 de octubre de 1995) fue una escritora española. Autora de una extensa obra narrativa en prosa que junto a la de otros escritores como Carmen Martín Gaite, Rafael Sánchez Ferlosio, Ignacio Aldecoa, Ana María Matute y Juan García Hortelano, jugó un papel clave en el auge de la novela española entre los años 50 y 60. Se la considera una de las voces femeninas más relevantes de su generación, con rasgos comunes como la preocupación por las injusticias de la vida y la explotación temática de las experiencias, especialmente durante la infancia y adolescencia. Fue la segunda mujer en entrar en la Real Academia Española, tras Carmen Conde. Elegida en 1983, tomó posesión en 1984.

## Biografía
Elena Quiroga de Abarca nació el 26 de octubre de 1921 en Santander, hija de José Quiroga Velarde, conde de San Martiño de Quiroga y de Isabel de Abarca y Fornés. Se crio en la pequeña localidad de Viloira (El Barco de Valdeorras, Orense), cuna de su padre, donde los condes de San Martiño de Quiroga tenían un pazo —una casa señorial— la Casa Grande de Viloira, que posteriormente pasó a ser propiedad de la Junta de Galicia. Era la penúltima de once hermanos y, al quedar huérfana de madre, fue criada por su abuela.Por la procedencia de sus padres, consideró a Cantabria su "matria" y a Galicia su "patria".
Durante un tiempo vivió en la casa de su tío Estanislao Abarca y Fornes, un mecenas que solía reunir a un grupo de artistas entre los que encontraron Miguel de Unamuno y Federico García Lorca.
Realizó sus estudios entre Bilbao, Barcelona y Roma, donde acabó la secundaria. Aunque no realizó estudios universitarios, Quiroga acudía de forma libre a clases que le interesaban y durante varios años trabajó diariamente en sus novelas y escritos, unas cuatro o cinco horas.De estos esfuerzos surgiría su primera novela, La soledad sonora, en 1949.
En 1942 se estableció con su padre en La Coruña, donde conoció a Dalmiro de la Válgoma, historiador, heraldista, genealogista y futuro secretario perpetuo de la Real Academia de la Historia, con quien contrajo matrimonio en Santiago de Compostela, en 1950. El matrimonio se trasladó a Madrid, ciudad en la que Elena frecuentó foros y cenáculos literarios, conoció a algunos de los principales sellos editoriales nacionales y entró en el grupo de narradores que renovaron la novela española contemporánea de mediados del siglo XX.
Quiroga no tuvo hijos y vivió a caballo entre Madrid y el pazo de Cea, en Nigrán (Pontevedra) donde sufrió una fractura de cadera que hizo que la hospitalizaran en La Coruña. Falleció el 3 de octubre de 1995, a los setenta y cuatro años de edad debido a un fallo y encefalopatía hepática. Sus restos fueron trasladados al panteón familiar en Villafranca del Bierzo (León).

## Trayectoria
Elena Quiroga publicó su primera novela a los veintiocho años, La soledad sonora (1949), en la que relata las aventuras de la vida de una mujer desde su adolescencia hasta su madurez. Un par de años después, se mudó a Madrid, coincidiendo con la publicación de su siguiente novela, Viento del Norte (1951), historia que narra las relaciones entre una joven sirvienta y su anciano señor y que fue galardonada con el Premio Nadal 1950. En esta obra, Quiroga define las claves del estilo de su posterior producción narrativa, entre las que se encuentran un aprovechamiento intimista de sus memorias de la infancia y adolescencia, una prosa en la que destaca un lenguaje rico, elegante y depurado, así como una trama y unos perfiles de los personajes elaborados y singulares para la época, como el modelo de "chica rara". La presencia del naturalismo y el escenario gallego, la complejidad de amores y el feudalismo como estructura social hizo que la relacionaran con Emilia Pardo Bazán.
Durante aquellos primeros años de la década de los 50, tras el temprano éxito editorial, tuvo una actividad narrativa intensa. Al año siguiente, 1952, volvió a las librerías con su tercera entrega literaria, La sangre, obra que según sus editores “la consagró definitivamente como una novelista extraordinaria por su estilo delicado y expresivo y el interés de los problemas que trata”. La obra, presentada como “una novela que atrae y subyuga y que sitúa a su autora entre los valores más destacados de nuestra actual novelística”, cuenta “la historia de cuatro generaciones a través de un árbol […] que narra cuanto ve y oye. Algunos observadores de la literatura española del momento destacaron las similitudes en tono, temática y enfoque social con Historia de una escalera, del dramaturgo Antonio Buero Vallejo.
Poco tiempo después, en 1954, Quiroga publicó su cuarta obra, Algo pasa en la calle, en la que trajo una nueva forma de novelar. En ella el lector debe esforzarse para identificar la voz de cada personaje, entender la novela y situar todos los acontecimientos en la línea temporal. El protagonista está muerto y los otros personajes son su mujer, su otra mujer, su hija, su hijo y su yerno. El discurso interior es fundamental y el tiempo no es lineal. La trama –las relaciones tempestuosas que giran en torno a la vida del fallecido Ventura, un profesor de filosofía que abandonó a su mujer y comenzó una relación íntima con una de sus alumnas– se desarrolla a través de varios recursos narrativos que transmiten la complejidad de las relaciones humanas.
En 1954 vivió una temporada en Rianjo, en la casa de la familia Dieste. Allí conoció a Olegaria Dieste, hermana de los escritores Eduardo y Rafael Dieste, que estaba recluida en su casa desde 1912. Olegaria Dieste cayó enferma al casarse Alfonso Daniel Rodríguez Castelao (de quien estaba enamorada) con Virxinia Pereira. Inspirándose en ella escribió su novela La enferma (1955), en la que dos mujeres viven un convergente proceso de catarsis: una trata de hallar sentido a su vida desde el distanciamiento de su entorno más íntimo; otra se niega voluntaria y definitivamente a buscar ese sentido.
En la década de los años 50, siguiendo un acelerado ritmo de escritura, también publicó La Careta (1955), sobre la doble faz de su protagonista, y La última corrida (1958), en la que recrea las vidas de tres matadores de toros, sumando en total ocho obras narrativas publicadas en menos de diez años, lo cual la convirtió en una de las escritoras españolas más prolíficas del momento, todo ello sin perder calidad en su prosa.
En 1960 publicó Tristura, novela de tonos intimistas y corte autobiográfico protagonizada por Tadea, trasunto de la autora, que continuó en 1965 con Escribo tu nombre, enfocada en parte a la descripción del ambiente colectivo, y que pretendía ser una trilogía que quedó inconclusa.
Asimismo, publicó relatos cortos como La otra ciudad (1953), Trayecto uno (1953), Plácida, la joven (1956), Carta a Cadaqués (1961) y Envío a Faramello (1963). Presente profundo, de 1970, revela una gran complejidad lectora en la que enfrenta a dos mujeres muy distintas que deciden suicidarse. Su última novela fue Grandes Soledades (1983).

## Estilo y pensamiento
Quiroga pertenece, junto a Dolores Medio, Carmen Laforet, Carmen Kurtz, Carmen Martín Gaite y Ana María Matute, a una generación de escritoras que en sus relatos sobre la Guerra Civil aumentaron la profundización psicológica del testimonio femenino.
Fue alabada en su época por su inquietud innovadora, su valentía para ensayar nuevas técnicas y estilos y por mostrar sensibilidad por el análisis psicológico y la evolución de sus protagonistas. En Algo pasa en la calle introdujo como recursos innovadores, el monólogo interior y el uso del estilo indirecto libre para enriquecer y abrir el discurso a la profusión y a la complejidad de los interiores y exteriores de los protagonistas.
Sus obras están influenciadas por el ambiente gallego; como lo muestra que eligiera al gallego Álvaro Cunqueiro y su obra para su discurso de ingreso en la Real Academia Española. Rafael Lapesa describió en su respuesta en la RAE el estilo y lenguaje de Quiroga como innovador ya que Quiroga renovaba continuamente los materiales lingüísticos que usaba, buscando palabras exactas aunque no existieran. Su exactitud terminológica le hacía dar un giro semántico inesperado a las acciones, que así cobraban un sentido nuevo. También mencionó la variedad de sus niveles, desde el lenguaje selecto y poco engolado, elegante pero no ostentoso, hasta la utilización de popularismos o regionalismos.
Junto a las otras autoras hace hincapié en los estragos que una educación diferenciadora deja en sus personajes. La educación femenina durante la posguerra se basa en la transmisión de los “valores” considerados tradicionalmente femeninos, delicadeza, pureza, sacrificio y entrega a los demás. La trama de estas novelas está centrada en un personaje femenino inconformista, denominado por Carmen Martín Gaite la “chica rara”, que está muy lejos de cumplir con esa imagen. La religión será un instrumento de adoctrinamiento para esas jóvenes, como ocurre en Tristura, donde la repetición del rezo facilita la aceptación de las reglas y la disciplina. El terror ante la culpabilidad será también parte importante de esta educación. 
A su vez, en Escribo tu nombre describió las pautas de la educación masculina como una educación espartana, sin sentimientos. También se hará eco de ideas muy extendidas en la época como "el arte de atrapar a un chico" como lo defiende Teresa en La soledad sonora, que elabora un plan de conquista perfectamente calculado.
En su retrato de la posguerra a través de sus novelas, Quiroga ofrece su testimonio literario y llama la atención sobre la dificultad de crecer en una sociedad construida bajo unas reglas estrictas en un espacio con pocas oportunidades para la libertad individual. Sus personajes femeninos se muestran dentro generalmente del modelo tradicional.

## Reconocimientos

### Real Academia Española
En enero de 1983, como reconocimiento por su destacable trayectoria y producción novelesca, fue elegida miembro de número de la Real Academia Española, ocupando el sillón “a”, previamente ocupado por Pío Baroja y Juan Antonio de Zunzunegui. Fue la segunda mujer que se incorporó a la docta casa, después de Carmen Conde, quien ingresó en 1978. Fue propuesta por Conde, Rafael Lapesa y Gonzalo Torrente Ballester.De este evento se conserva en el Archivo Histórico Nacional de Madrid una carta manuscrita en la que Elena Quiroga le comunica al también escritor Luis Rosales que ha sido presentada candidata para el ingreso en la Real Academia Española tras el fallecimiento de Juan Antonio de Zunzunegui. 
Tras su discurso de entrada en la RAE, titulado Presencia y ausencia de Álvaro Cunqueiro, el filólogo Lapesa en su contestación, tras expresar que con ella se demostraba el cambio que daba la Real Academia hacia una mayor inclusión femenina, alabó su «don de sabiduría como conocimiento del alma humana, sagaz observación de lo significativo, rechazo de la desmesura y dominio del arte de novelar.»
Su sucesor Domingo Ynduráin en la RAE, en su discurso de ingreso a la Academia destacó «los rasgos dominantes que caracterizan el arte novelístico de Elena Quiroga: la continuidad de las esencias o cualidades naturales por encima de los esfuerzos por alternarlos; la melancolía por lo que habría podido ser y no fue, que se hace más intensa cuando los personajes llegan al convencimiento de que tales ilusiones en ningún caso se hubieran realizado».

## Obras
- La soledad sonora. Madrid: Espasa Calpe, 1949.
- Viento del norte. Barcelona: Destino, 1951 (ganadora del Premio Nadal 1951) y llevada al cine en 1954 por Antonio Momplet.[6]
- La sangre. Barcelona: Destino, 1952.
- Trayecto uno, Madrid: Tecnos, 1953.
- Algo pasa en la calle. Barcelona: Destino, 1954.
- La careta. Barcelona: Noguer, 1955.
- La enferma. Barcelona: Noguer, 1955.
- Plácida, la joven y otras narraciones. Madrid: Prensa española, 1956.
- La última corrida. Barcelona: Noguer, 1958.
- Tristura. Barcelona: Noguer, 1960 (ganadora del Premio de la Crítica Catalana).
- Carta a Cadaqués. Santander: Imp. Bedia, 1961.
- Envío a Faramello. Madrid: Raycar, 1963.
- Escribo tu nombre. Barcelona: Noguer, 1965. Premio Rómulo Gallegos.
- El pájaro de oro.
- La otra ciudad.
- Presente profundo. Barcelona: Destino, 1973.
- Grandes soledades, 1983.
- Presencia y ausencia de Álvaro Cunqueiro. Madrid: Real Academia Española (RAE), 1984.

## Premios y reconocimientos
- Premio Nadal 1950 por su novela Viento del Norte.[17]
- En 1960 ganó el Premio de la Crítica con Tristura.[18]
- En 1967 el premio internacional Rómulo Gallegos por Escribo tu nombre.[8]
- En 1990 fue distinguida con la Medalla Castelao por la Junta de Galicia en reconocimiento a su valiosa obra literaria y a su dedicación a Galicia.[6]
- Tiene calles a su nombre en, entre otros municipios, Viloira, Abarca, Huelva, Santander, Parla y Torrejón de Ardoz.
- En Santander hay un colegio público con su nombre.[19]

- En 2020, fue incluida dentro del proyecto “Mujeres Investigadoras en los Archivos Estatales (1900-1970)” para la descripción archivística y creación de un micrositio específico en el Portal de Archivos Españoles (PARES), desarrollado entre 2020-2023. Este proyecto ha sido impulsado por la Subdirección General de Archivos Estatales, con el objetivo visibilizar la labor de investigación realizada en España por las mujeres en el intervalo 1900-1970 partiendo de los registros documentales que se conservan en los Archivos de Gestión de los AAEE del Ministerio de Cultura (el Archivo Histórico Nacional, el Archivo de la Corona de Aragón, el Archivo General de Simancas, el Archivo General de Indias, el Archivo de la Real Chancillería de Valladolid, el Archivo General de la Administración y el Centro de Información Documental de Archivos).[20]